# فتاة القطار (فلم 2009)
الفتاة على قطار هو فيلم من نوع دراما أُصدر في 2009. الفيلم من إخراج وسيناريو أندريه تيتشني.

## القصة
تقع أحداث الفيلم في باريس.

## طاقم التمثيل
- كاترين دينوف
- ميشيل بلان
- إيميلي ديكيني
- ارنو فالوا
- نعال بينوا  [لغات أخرى]‏
- رونيت القبص
- عامر علوان
- ماتيو ديمي
- نيكولا ديفاوشيلي

## الإنتاج
موسيقى الفيلم التصويرية كانت من تأليف فيليب ساردي ‏.

## وصلات خارجية
- مقالات تستعمل روابط فنية بلا صلة مع ويكي بيانات